# Henri Decaisne
Henri Decaisne, ook wel De Caisne (Brussel, 27 januari 1799 - Parijs, 17 oktober 1852) was een Belgisch kunstschilder. Hij wordt beschouwd als een voorloper van de Belgische romantiek

## Leven en werk
Decaisne was de zoon van een in Abbekerke geboren vader en een uit Antwerpen afkomstige moeder, die zich in Brussel hadden gevestigd. Hij was de broer van botanicus Joseph Decaisne en de vooraanstaande medicus Pierre Decaisne.
In 1814 trad Decaisne in de leer bij historieschilder Pierre Joseph Célestin François. Vier jaar later trok hij naar Parijs, waar hij op voorspraak van Jacques-Louis David ging werken in het atelier van Anne-Louis Girodet-Trioson. Vervolgens werkte hij ook in de studio van Antoine-Jean Gros.
Decaisne wordt beschouwd als een voorloper van de romantiek in België. Zijn werken hebben zowel neoklassieke als romantische elementen, met name qua thematiek. Hij schilderde historische taferelen, religieuze werken en vooral ook portretten. Hoewel hij regelmatig naar Brussel afreisde zou hij zijn leven lang blijven werken in Parijs, waar hij nauwe contacten had met de Franse romantici, waaronder Eugène Delacroix en Paul Delaroche. Die contacten dankte hij vooral aan zijn vriendschap met de dichter Alphonse de Lamartine, bij wie hij ook enige tijd inwoonde en wiens portret hij schilderde. Lamartine ontdekte hem in 1836 op de Parijse salon, waar Decaisne zijn schilderij De Engelbewaarder exposeerde.
Decaisne werd onderscheiden met de Leopoldsorde en opgenomen in het Franse Legioen van Eer. Hij overleed in 1852, 53 jaar oud. Zijn werk is onder andere te zien in de Brusselse Koninklijke Musea voor Schone Kunsten van België, het Koninklijk Museum voor Schone Kunsten Antwerpen en het Musée Carnavalet in Parijs.

## Galerij

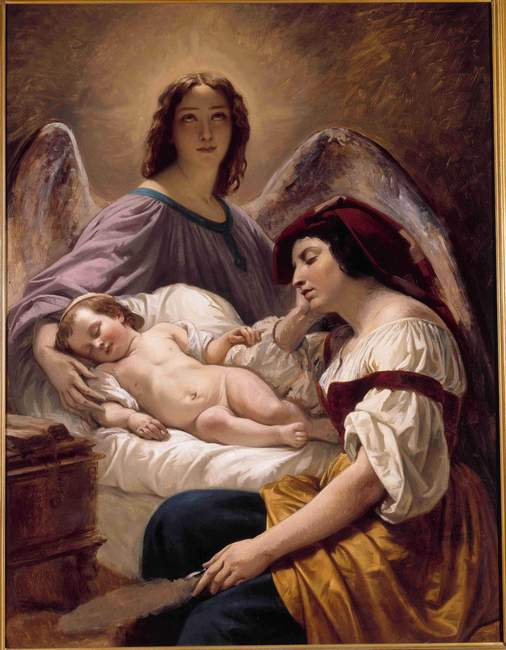
Beschermengel, 1836
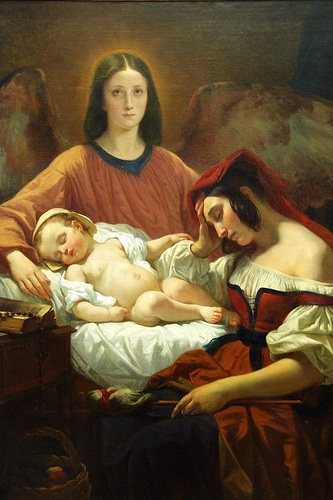
Beschermengel, 1840
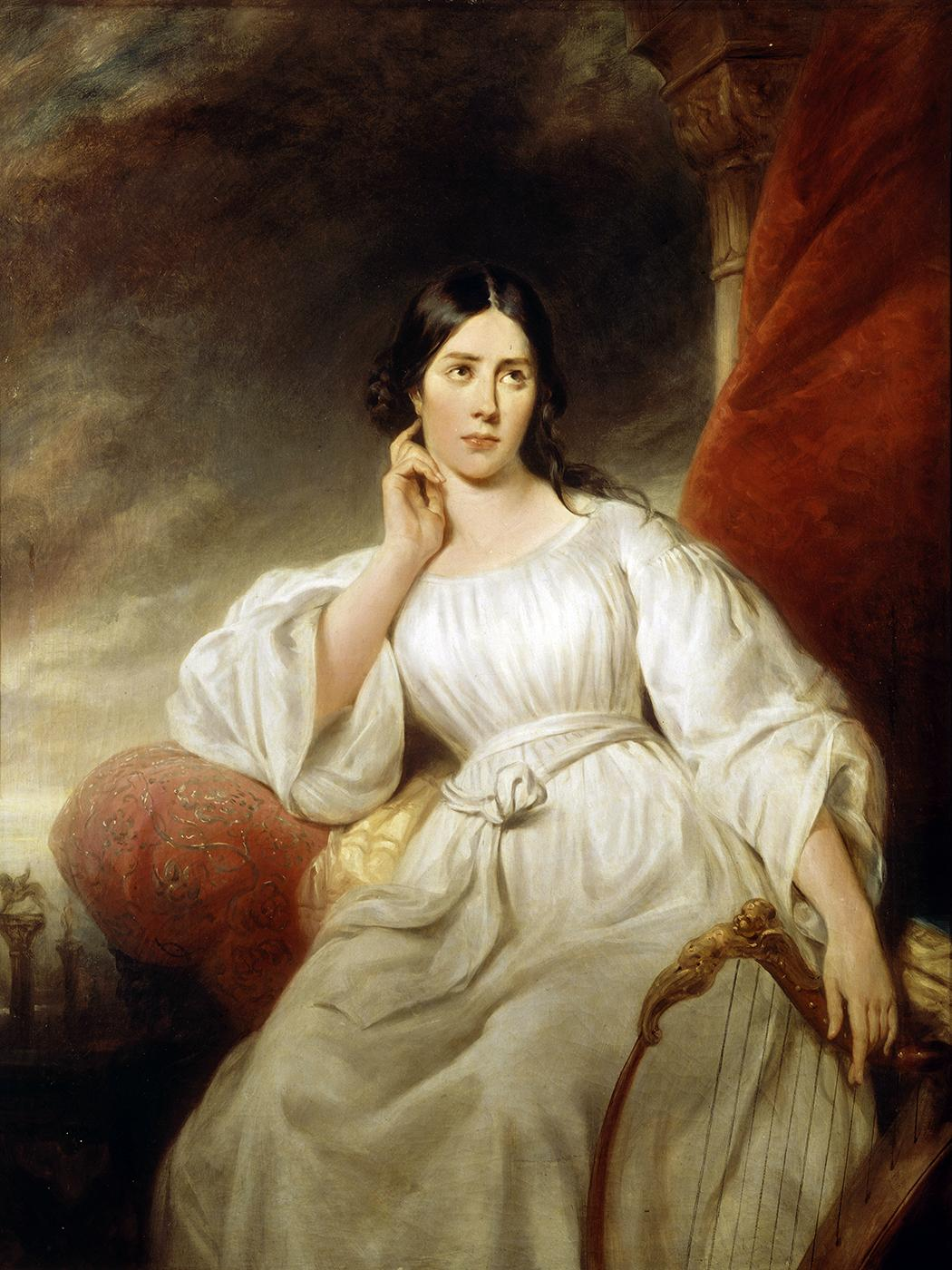
Maria Malibran als Desdemona, 1831
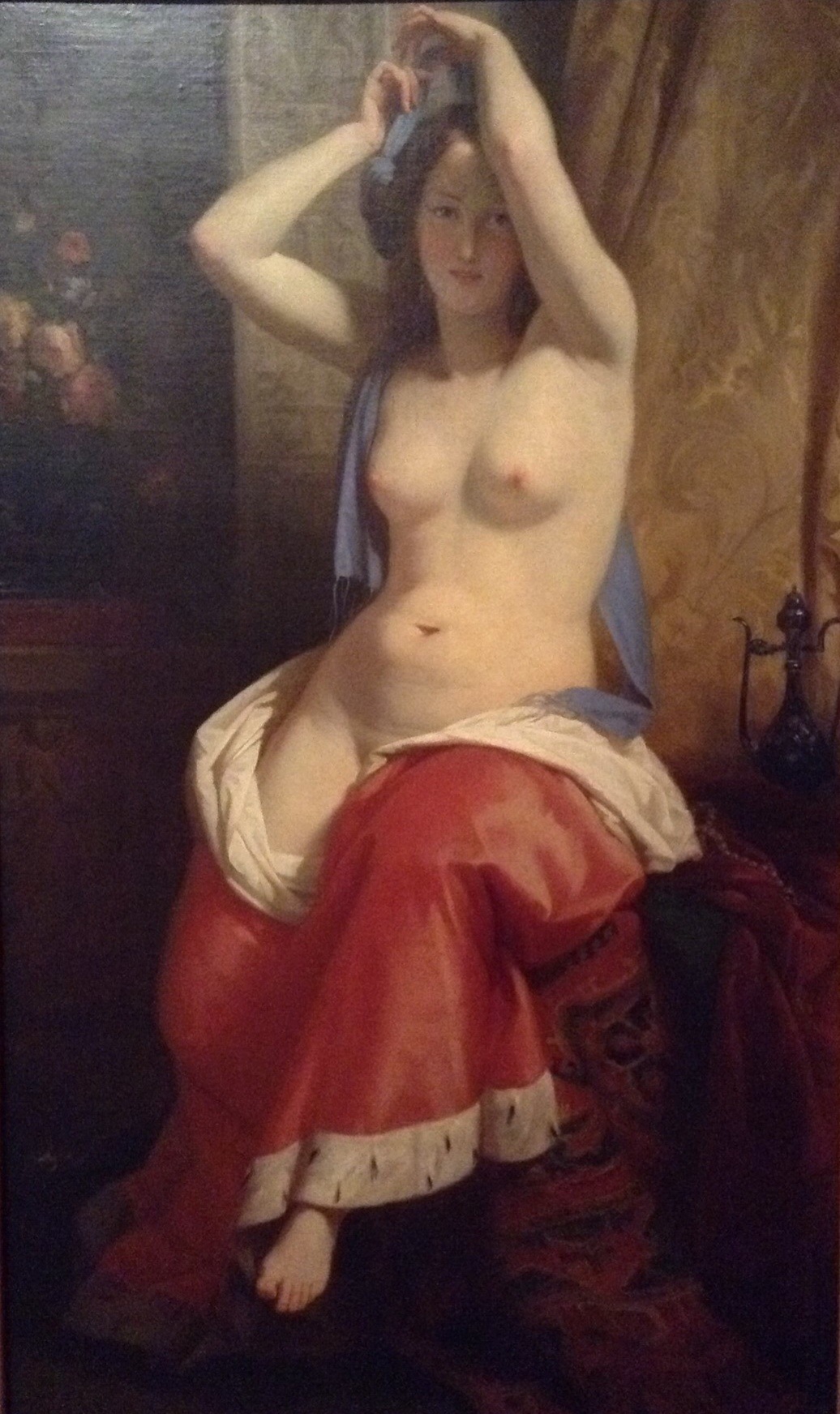
Odalisk, rond 1840
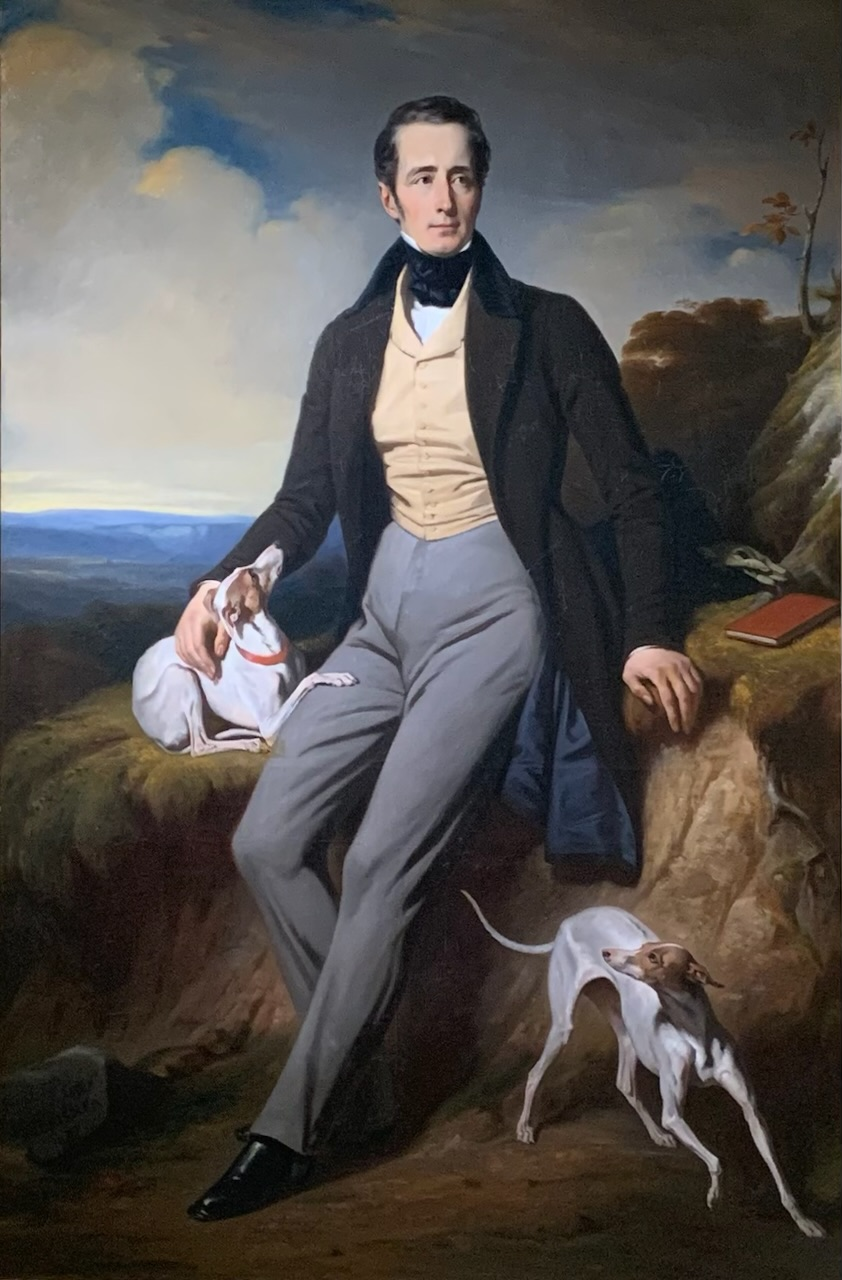
Alphonse de Lamartine en zijn hazewindhonden, rond 1840
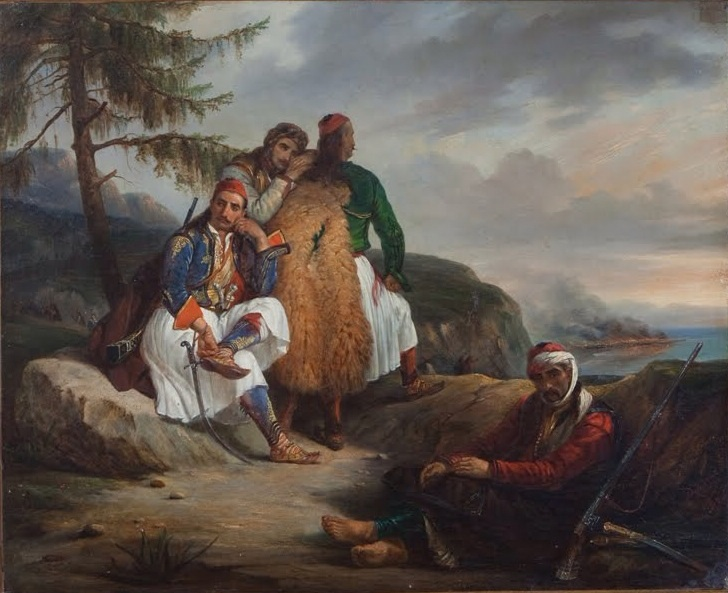
Na de mislukte verloren slag, 1826